# SIAI S.13
Savoia S.13 nebo také SIAI S.13 byl italský dvouplošný létající člun s dřevěným trupem a plátěným potahem křídel. Byl vybaven pístovým motorem Isotta-Fraschini V6, který měl v původní verzi výkon 250 k a poháněl buď dvoulistou nebo čtyřlistou vrtuli v tlačném uspořádání. Pilot seděl v otevřeném kokpitu, jak bylo v té době obvyklé. 
Měl se uplatnit jako průzkumný nebo stíhací letoun. Jeho konstruktérem byl Raffaele Conflenti.
Letoun se zúčastnil letecké soutěže o Schneiderův pohár 10. září 1919. S.13 použitý v této soutěži měl zkrácené rozpětí křídla na 8,1 m oproti sériovému letounu a používal jiný motor o výkonu 365 k, který roztáčel čtyřlistou vrtuli, na svislé ocasní ploše se nacházelo číslo 7. Pilotoval jej seržant Guido Janello. Ačkoliv pilot jako jediný dokončil závod, nebylo mu vítězství přiznáno, protože díky mlze nebylo možné ověřit zda obletěl pylon.

## Varianty
- S.13
- S.13bis – letoun, který se zúčastnil Schneiderova poháru
- S.13 Typ F
- S.13 Typ H

## Specifikace (S.13bis)
Technické údaje dle pionnair-ge

### Technické údaje
- Posádka: 1 pilot,
- Délka: 8,36 m
- Výška: 3,16 m
- Rozpětí horního křídla: 8,1 m
- Rozpětí dolního křídla: 6,9 m
- Pohonná jednotka: 1x pístový motor
- Výkon pohonné jednotky: 365 k

## Uživatelé
Francie
- Aéronavale – (jako CAMS C-13)[1]

 Italské království

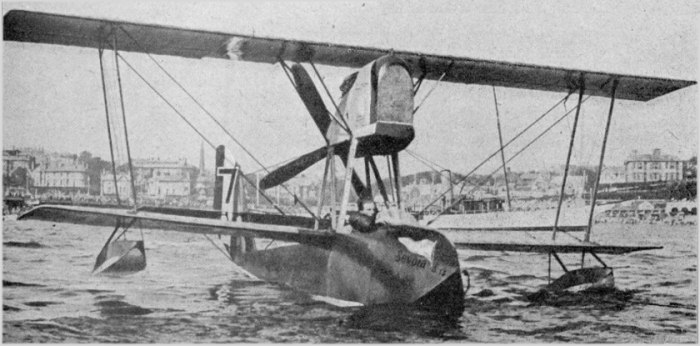
SIAI S.13

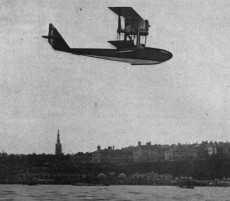
SIAI S.13

- Italské královské námořnictvo – 12 letounů obdrženo roku 1919[1]

 Japonské císařství
- Japonské císařské námořní letectvo

 Norsko
- Norské královské námořní letectvo

 Španělsko
- Španělské letectvo – vyráběno v licenci, postaveno 7 kusů[1]

 Švédsko
- Švédské námořnictvo[1] – Odebrány 4 letouny, které byly roku 1922 odepsány.[3]

 Království Srbů, Chorvatů a Slovinců
- Jugoslávské královské námořnictvo

 Švýcarsko
- registrováno 6 letounů.[1]